# Саммит НАТО в Страсбурге и Келе (2009)
Саммит НАТО в Страсбурге и Келе — 21-я встреча на высшем уровне глав государств и глав правительств стран-участниц Североатлантического Альянса. Встреча проходила 3—4 апреля 2009 года в немецких Келе и Баден-Бадене, а также во французском Страсбурге.
Саммит был созван по случаю 60-й годовщины создания организации. Это был первый саммит НАТО для Албании и Хорватии, которые стали участниками НАТО за два дня до саммита. Также в саммите впервые приняли участие представители новой администрации президента США Барака Обамы.
Во время саммита было объявлено об официальном возвращении Франции военных структур организации, избран Андерса Фог Расмуссена на должность Генерального секретаря НАТО, предложено существенно увеличить присутствие войск НАТО в Афганистане и заявлено о начале работы над новой стратегической концепцией НАТО.

## Повестка дня
Важнейшими задачами саммита были:
- оценка операции НАТО в Афганистане (миссия ISAF) и результатов новой стратегии, предложенной новой администрацией США;
- обсуждение долгосрочных отношений с Россией;
- активное участие Франции в делах Союза и её влияние в отношениях между НАТО и ЕС;
- начало работы над новой стратегической концепцией НАТО.

## Ход саммита

### Участники

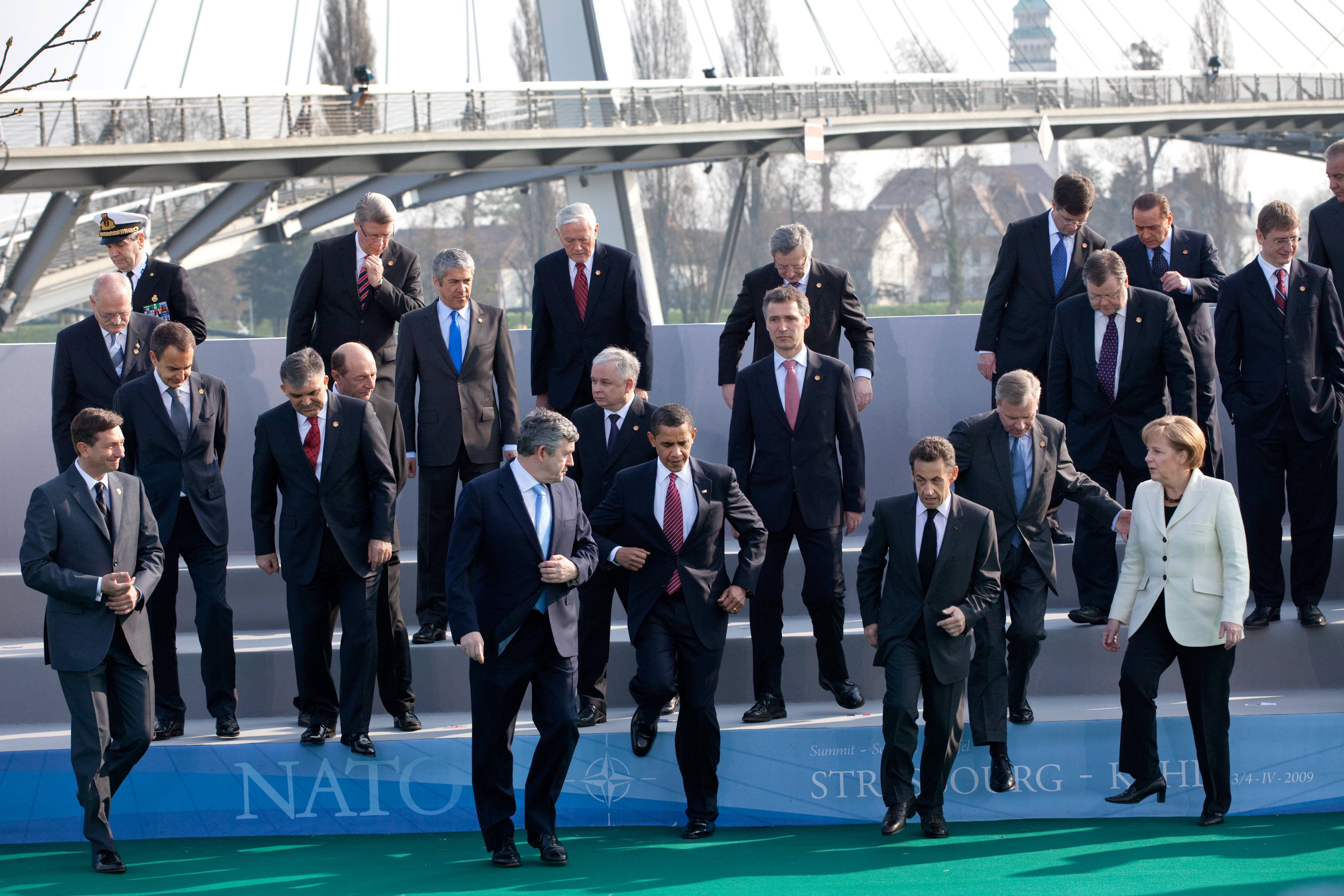
Главы делегаций покидают платформу после совместного фото, 4 апреля 2009 года.

Саммит принимали президент Франции Николя Саркози и канцлер ФРГ Ангела Меркель. Формальной встречей руководил генеральный секретарь НАТО Яап де Хооп Схеффер.
В 21-м саммите НАТО принимало участие 28 государственных делегаций, включая делегации двух новых государств-членов:
| - Албания — президент Бамир Топи, премьер-министр Сали Бериша - Бельгия — премьер-министр Херман ван Ромпёй - Болгария — президент Георгий Пырванов - Великобритания — премьер-министр Гордон Браун - Греция — премьер-министр Костас Караманлис - Дания — премьер-министр Андерс Фог Расмуссен - Италия — премьер-министр Сильвио Берлускони - Исландия — министр иностранных дел Исландии Оссур Скарфединссон - Испания — премьер-министр Хосе Луис Родригес Сапатеро - Эстония — премьер-министр Андрус Ансип - Канада — премьер-министр Стивен Харпер - Латвия — президент Валдис Затлерс - Литва — президент Валдас Адамкус - Люксембург — премьер-министр Жан-Клод Юнкер | - Нидерланды — премьер-министр Ян Петер Балкененде - Германия — канцлер Ангела Меркель - Норвегия — премьер-министр Йенс Столтенберг - Польша — президент Лех Качиньский - Португалия — премьер-министр Жозе Сократеш - Румыния — президент Траян Бэсеску - Словакия — президент Иван Гашпарович - Словения — премьер-министр Борут Пахор - США — президент Барак Обама - Турция — президент Абдулла Гюль - Венгрия — премьер-министр Ференц Дюрчань - Франция — президент Николя Саркози - Хорватия — президент Степан Месич, премьер-министр Иво Санадер - Чехия — президент Вацлав Клаус, премьер-министр Мирек Тополанек |

### 3 апреля
- 18:00 — начало саммита, церемония встречи делегаций.
- 20:15-23:30 — рабочий ужин в Баден-Бадене, Германия.

### 4 апреля
- 09:15 — переход «Моста Двух берегов» государственными делегациями, совместное фото глав делегаций.
- 10:00 — заседание Североатлантического совета в Пале-де-конгресс-де-Страсбур (фр. Palais des congres de Strasbourg) в Страсбурге.
- 15:20 — пресс-конференция генерального секретаря НАТО Яапа де Хооп Схеффера об итогах саммита.

## Итоги саммита
Государства-члены НАТО во время саммита приняли несколько важных документов: «Декларацию саммита НАТО в Страсбурге/Келе», «Декларацию о безопасности Североатлантического союза» и «Декларацию саммита по Афганистану».

### Декларация саммита НАТО в Страсбурге/Келе[14]
4 апреля 2009 года Североатлантический совет принял Декларацию саммита в Страсбурге и Келе, которая подтверждала главные постановления, сделанные во время его работы:
- члены НАТО поздравили новых членов: Албанию и Хорватию[16][17];
- Альянс выразил удовлетворение по поводу решения французских властей принимать активное участие в военных структурах организации.

### Миссии НАТО
- задекларировано, что безопасность Альянса связана с безопасностью и стабильностью в Афганистане. Повторно подтверждено, что миссия ISAF является приоритетом в дальнейших действиях НАТО;
- объявлено о продлении миссии KFOR в Косово, оценено начало миссии ЕС в Косово — EULEX;
- задекларировано продолжение подготовительной миссии НАТО в Ираке (NTM-I);
- решено начать операцию «Allied Protector», цель которого проведение морских операций у побережья Сомалийского полуострова для предотвращения пиратства[18];
- объявлено о продолжении поддержки Африканского Союза в её миссии построения мира на континенте и создании Африканских Сил Реагирования (англ. African Standby Force);
- объявлено о продолжении операции «Активные усилия» на Средиземном море.

### Расширение НАТОи отношения с соседними государствами

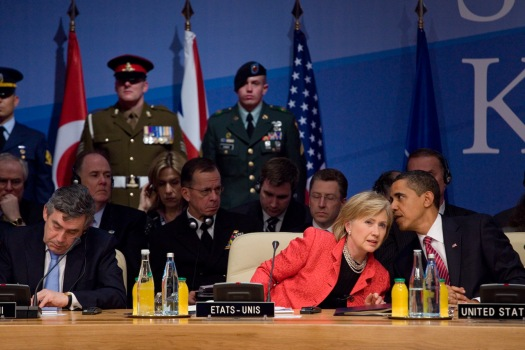
Заседание Североатлантического совета в Страсбурге, 4 апреля 2009 года.

- подтверждена готовность приглашение Македонии к членству в Альянсе после окончания спора о названии страны с Грецией;
- члены НАТО одобрили усилия и прогресс Боснии и Герцеговины и Черногории, осуществлённые с целью интеграции с Альянсом в рамках Интенсивного диалога и ИПАП и также усилия Сербии в рамках ИПАП;
- Альянс призвал Боснию и Герцеговину и Сербию к сотрудничеству в МТБЮ;
- одобрен процесс реформ на Украине и в Грузии, связанных со стремлением государств к вступлению в НАТО;
- повторно подтверждена поддержка НАТО в территориальной целостности и суверенитета Грузии в её международно признанных границах; члены НАТО призвали к обеспечению полного доступа наблюдателям ООН, ЕС и ОБСЕ на территорию Грузии, включая территорию Абхазии и Южной Осетии;
- сделан акцент на значимости диалога, подтверждено, что покой и стабильность в средиземноморском регионе является необходимым фактором североатлантической безопасности;
- оценён значительный прогресс сотрудничества с государствами Персидского залива, осуществлённый в рамках СИС;
- выражена обеспокоенность в отношении региональных конфликтов на Южном Кавказе и в Молдове; Альянс выразил поддержку территориальной целостности и суверенности Армении, Азербайджана, Грузии и Молдовы.

### Отношения с Россией
- члены НАТО признали партнёрство с Россией как стратегический элемент в развитии безопасности североатлантического региона;
- призвали Россию к выводу солдат из Южной Осетии и Абхазии, в частности к исполнению заявлений, что имели место в августе и сентябре 2008 года в рамках перемирия, установленного при посредничестве ЕС; выразили беспокойство относительно признания Россией независимости этих двух регионов и порекомендовали аннулировать это решение;
- отметили о существовании общих интересов с Россией и одобрили решение относительно возобновления сотрудничества (прекращённой во время войны в Грузии) в рамках Совета НАТО-Россия.

### Вопросы безопасности
- принято решение в дальнейшем прилагать усилия в решении вопросов безопасности энергетической отрасли, проводить при содействии Альянса консультации по энергетической безопасности. Вопрос стабильного и надёжного снабжения энергетических ресурсов, диверсификация их путей, поставщиков и энергетических источников, и объединение энергосистем, остаётся критически важным;
- государства-члены обязались к действиям по укреплению коммуникаций и информационных систем НАТО от кибератак с помощью образованного Объединённого центра передовых технологий в области киберобороны НАТО (англ. NATO Cyber Defence Management Authority).
- подтверждены постановления по противоракетной обороне Альянса, принятые на саммите в Бухаресте. Распространение баллистических ракет является расширяющейся угрозой для войск, территорий и населения Альянса.

### Декларация саммита по Афганистану[19]
На саммите государства НАТО приняли Декларацию саммита по Афганистану, в которой:
- подтверждены 4 главных принципа присутствия НАТО в Афганистане, согласованные на Бухарестском саммите;
- решено создать тренировочную миссию НАТО в Афганистане — NTM-A (англ. NATO Training Mission — Afghanistan). Эта миссия будет оказывать дальнейшую поддержку созданию состоятельных и самодостаточных Национальных сил безопасности Афганистана. Она будет заниматься наставничеством на высоком уровне в Афганской национальной армии (ANA) и расширит помощь в создании Афганской национальной полиции;
- решено увеличить войска ISAF в Афганистане с целью обеспечения проведения президентских выборов в августе 2009 года;
- решено увеличить расходы ресурсов в Фонд помощи Национальной армии Афганистана;
- задекларировано дальнейшая поддержка и сотрудничество с афганским правительством;
- задекларировано одобрение НАТО сотрудничества между Афганистаном и Пакистаном, а также все более широкие отношения между НАТО и Пакистаном.

### Декларация о безопасности Североатлантического союза[21]
В Страсбурге главы 28 государств приняли «Декларацию безопасности», в которой подтверждено основные ценности, принципы и цели Альянса, а также:
- статья 5 Вашингтонского договора и коллективная оборона, основанная на целостности союзной безопасности, является, и будет оставаться в дальнейшем, стержнем Альянса[21];
- расширение НАТО является свидетельством исторического успеха в приближении к новому видению Европы целостной и свободной; задекларировано, что «двери НАТО остаются открытыми для всех европейских демократий, которые разделяют ценности Альянса и которые готовы и способны взять на себя обязательства и ответственность членства и включение которых будет укреплять общую безопасность и стабильность»[21];
- безопасность Альянса все более связана с безопасностью других регионов;
- члены НАТО будут улучшать свою способность противостоять вызовам безопасности, которые угрожают территории, целостности и жителям Альянса. Союзники должны разделять риски и ответственности соответствующим образом: все должны сделать свои способности более гибкими и способными к размещению, чтобы это дало возможность реагировать быстро и эффективно, где бы это не было нужным с появлением новых кризисов; также должны осуществить реформы структур НАТО с целью создания более эффективной как с точки зрения построения, так и использования средств организации;
- усиление сотрудничества с другими международными организациями, в частности ООН, ЕС, ОБСЕ и Африканским союзом для более эффективного сочетания военных и гражданских возможностей для реагирования на вызовы безопасности;Андерс Фог Расмуссен новый Генеральный секретарь НАТО, избранный во время саммита в Страсбурге.

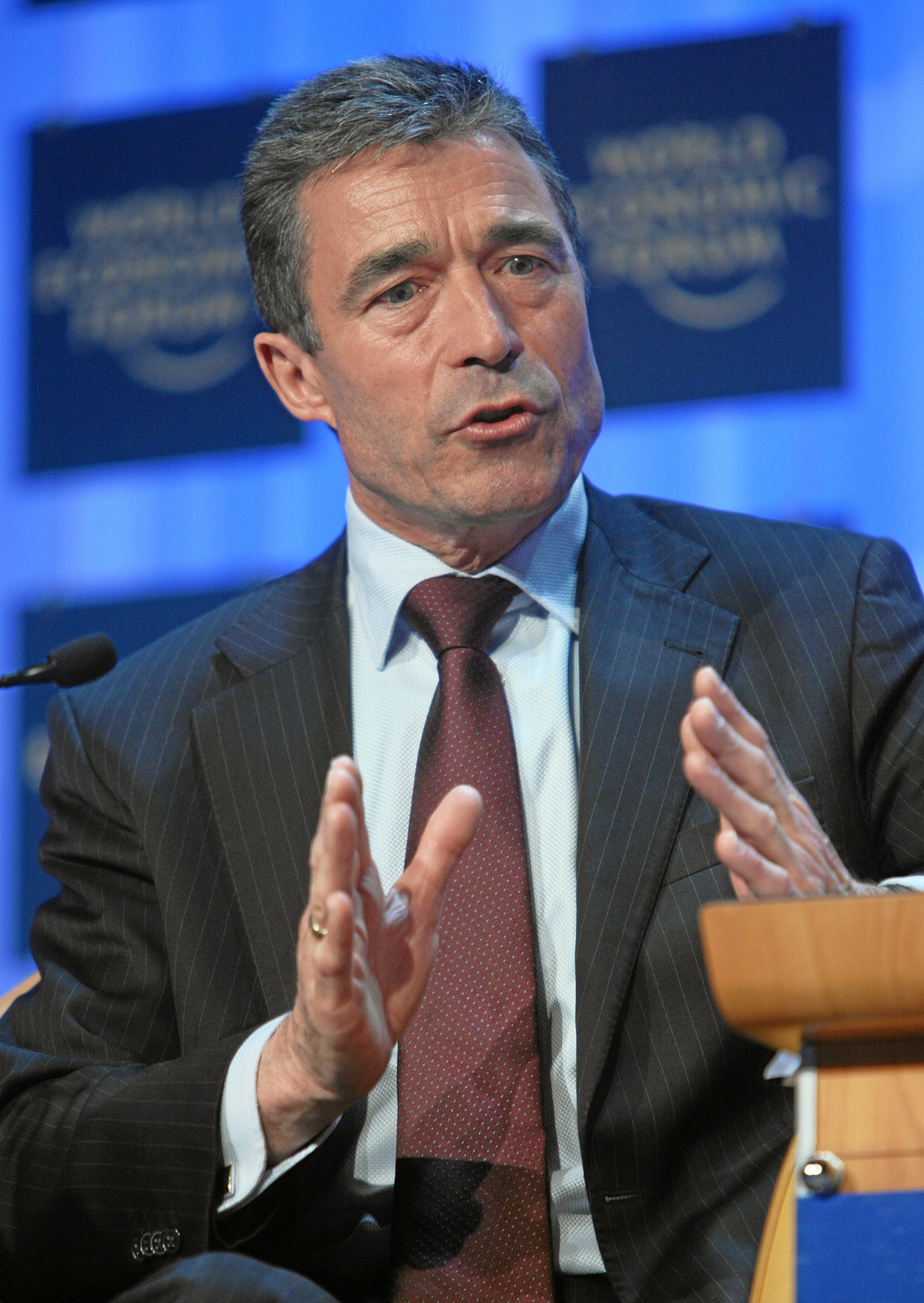
Андерс Фог Расмуссен новый Генеральный секретарь НАТО, избранный во время саммита в Страсбурге.

- НАТО признаёт важность построения более сильной и крепкой европейской обороны и приветствует усилия Европейского Союза в усилении своих возможностей и способностей с целью преодоления общих вызовов безопасности. Союзники, которые не являются государствами-членами ЕС, делают значительный вклад в те усилия, широкое привлечение к которых является важным, согласно договорённостей. Альянс готов обеспечивать действенное стратегическое партнёрство в рамках диалога НАТО-ЕС;
- члены Альянса готовы развивать отношения с другими партнёрами, как и по соседству, так и за его пределами, для объединённой безопасности; признано также, что партнёры НАТО играют ведущую роль в способности организации воплощать в жизнь сообщества с общими ценностями и ответственностью; члены НАТО ценят ту поддержку, которую многие из партнёров предоставляют операциям и миссиям Альянса;
- сильное партнёрство между НАТО и Россией, основанное на уважении всех принципов Основополагающего Акта Россия-НАТО 1997 года и Римской Декларации 2002 года, как нельзя лучше служит на пользу безопасности на евроатлантическом пространстве[21];
- члены НАТО настроены на обновление Альянса с целью наилучшего реагирования на угрозы современности и в ожидании рисков будущего; члены организации ставят задачи Генеральному секретарю собрать и возглавить широкий круг квалифицированных экспертов, которые путём тесных консультаций со всеми Союзниками заложат основу для разработки Генеральным секретарём новой Стратегической концепции и направления предложений по её имплементации на утверждение во время следующего саммита;

### Избрание нового Генерального секретаря НАТО
На саммите в Страсбурге и Келе 28 глав государств и правительств стран НАТО единодушно согласились назначить премьер-министра Дании Андерса Фог Расмуссена следующим Генеральным секретарём НАТО.
Фог Расмуссен официально вступил в должность 1 августа 2009 года, когда срок пребывания на посту Генерального секретаря Яапа де Хооп Схеффера подошёл к концу после пяти с половиной лет его пребывания у руля Альянса.

## Меры безопасности и протесты

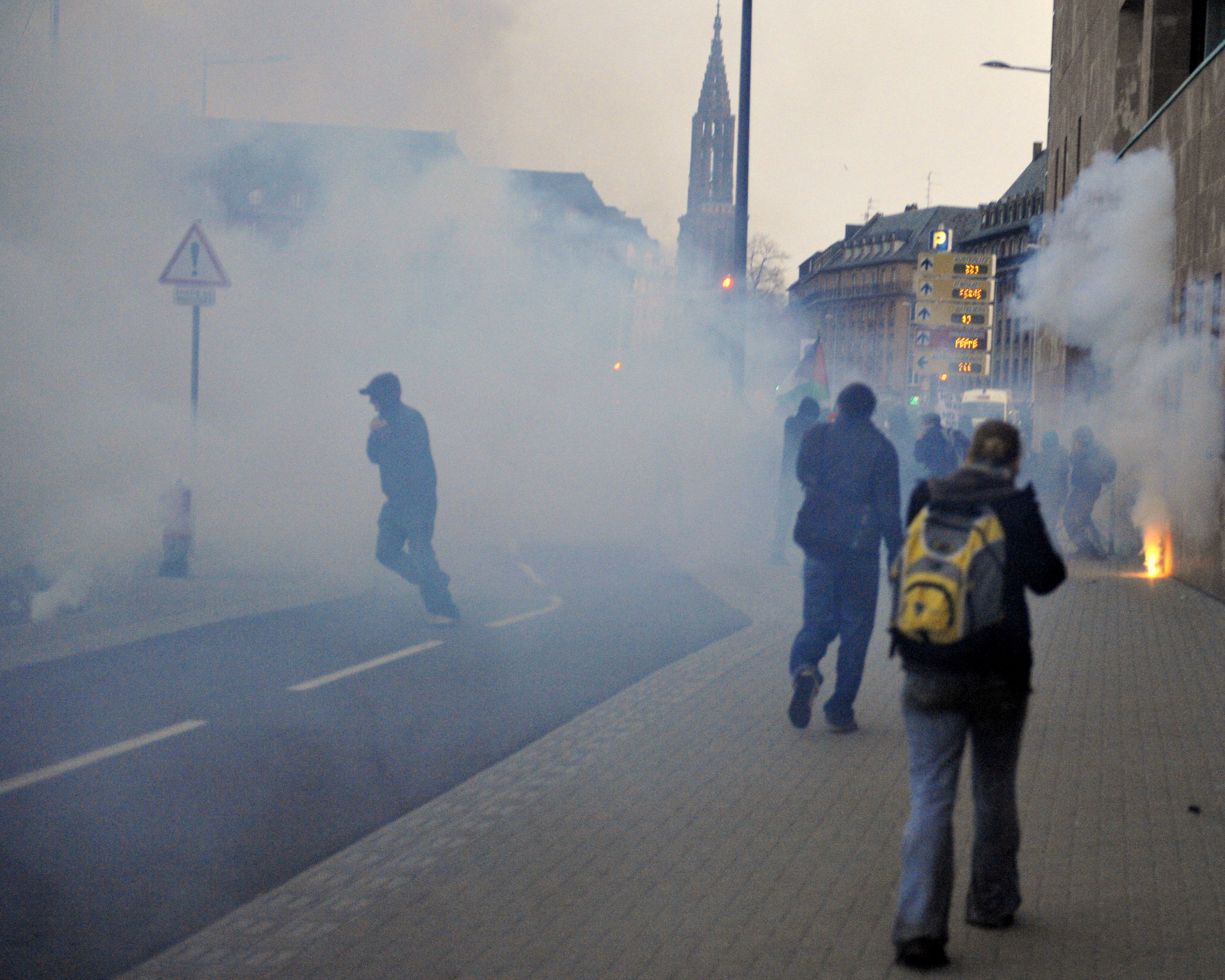
Столкновения с полицией в Страсбурге, 4 апреля 2009 года.

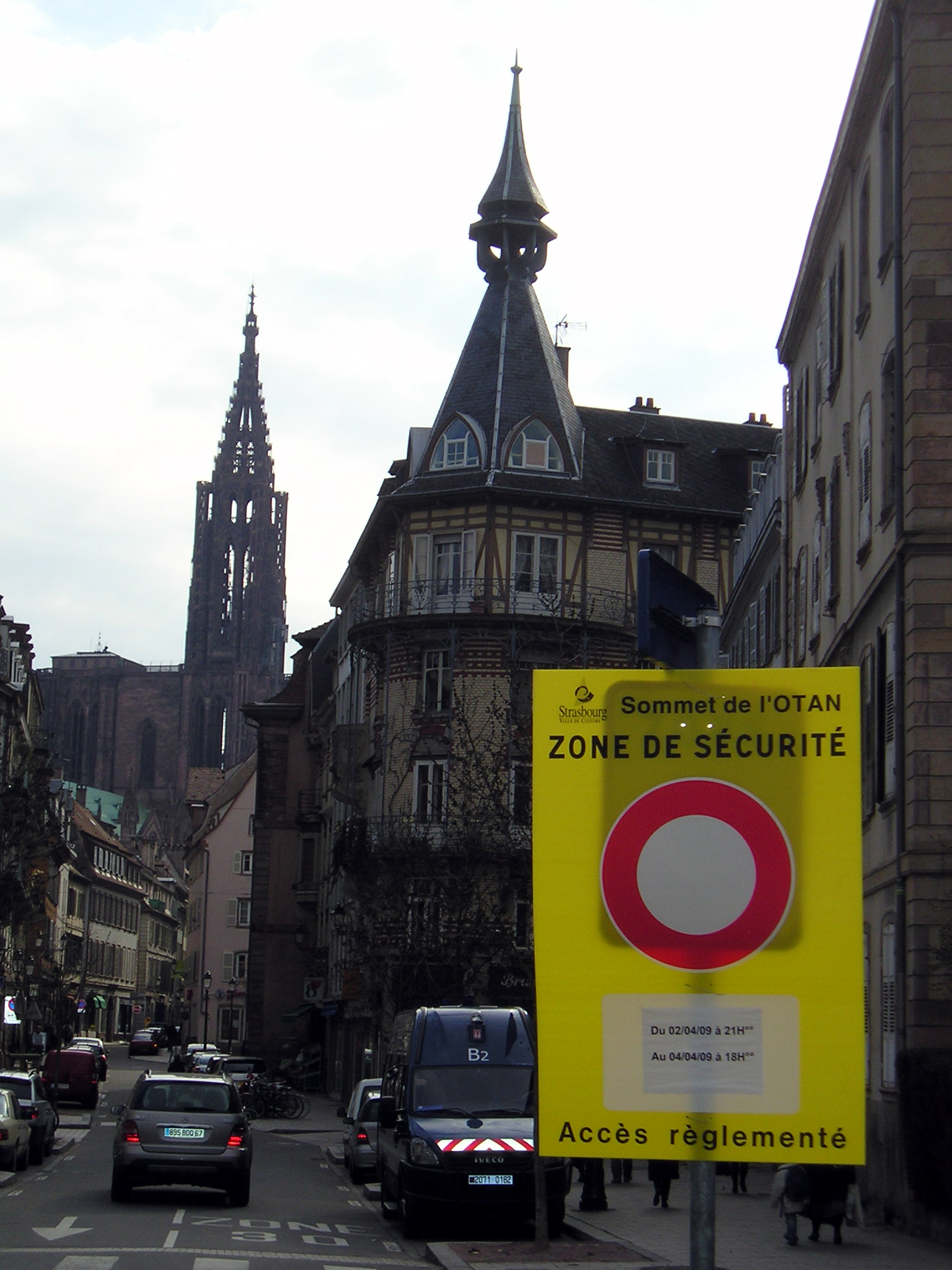
Меры безопасности в Страсбурге.

С целью обеспечения соответствующего уровня безопасности, места, где проходил саммит, охраняли 15 тысяч солдат и полицейских, как в Германии, так и во Франции. Также Франция и Германия во время саммита прекратили условия Шенгенского соглашения и восстановили пограничный контроль на своих участках границы. На Рейне был приостановлен речной транспорт, а над городами, где проводился саммит было закрыто воздушное пространство.
В Страсбурге приостановили обучение детей в школах, ввели запрет на парковку автомобилей и ввели ряд других мер безопасности.
Против проведения саммита НАТО и против организации в частности, протестовали несколько пацифистских и антиглобалистских организаций. Первые демонстрации, которые впоследствии переросли в столкновения с полицией, произошли 2 апреля 2009 года в Страсбурге, за день до начала саммита. Протестующие разбивали палками полицейские блоки и жгли шины на дорогах. В столкновениях принимали участие несколько сотен демонстрантов, лица которых были закрыты масками. В свою очередь, полиция применила против них слезоточивый газ, чтобы не допустить митингующих к центру города.
Протесты и столкновения с полицией продолжились на следующий день, 3 апреля. Самые крупные демонстрации прошли 4 апреля, на второй день саммита. Состоялся также большой марш против НАТО, демонстранты прошли маршем через «Мост двух берегов» на Рейне. Дошло до кровавых столкновений с полицией. Протестующие подожгли несколько домов в Страсбурге, включая отель «Ибис» и бывший пограничный пост между Францией и Германией. В результате столкновений были ранены несколько человек.